# Fur (grup humà)
Els fur (fur: fòòrà; àrab: فور, fūr) són un poble del Sudan occidental, amb uns 500.000 membres el 1983, que habiten principalment la regió de Darfur. És un poble negre africà que practica l'agricultura sedentària, principalment el cultiu del mill. És una societat molt tradicional, governada pels ancians de cada poblat. La seva llengua és el fur, de la família nilo-sahariana, i són musulmans, ja que s'hi van convertir quan la regió fou conquerida pel Sultanat de Bornu, a l'edat mitjana. Alguns han après àrab en els últims anys.